# Espace perforé postérieur

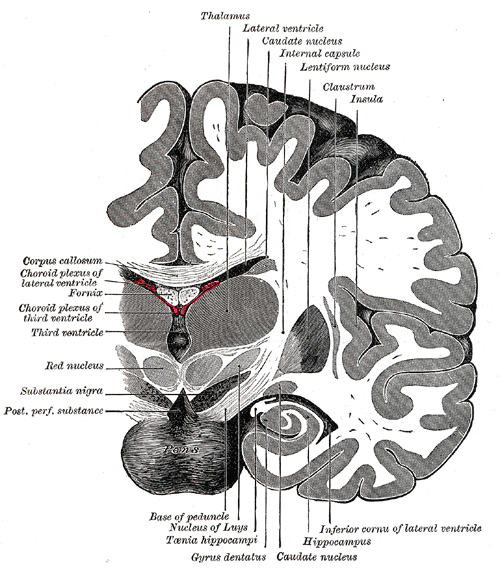
Section coronale du cerveau immédiatement en avant du pont (protubérance annulaire), l'espace perforé postérieur est légendé en bas à gauche.

La partie déprimée entre les deux pédoncules cérébraux est appelée la fosse interpédonculaire (en), et elle consiste d'une couche de substance grise, c'est l'espace perforé postérieur ou la substance perforée postérieure ou encore la substance perforée interpédonculaire (en latin : substantia perforata posterior, substantia perforata interpeduncularis), qui est percée par des petites ouvertures qui servent à la transmission des vaisseaux sanguins. Sa partie inférieure se trouve sur le côté ventral des portions médiales du tegmentum, et elle contient un noyau nommé le ganglion interpédonculaire ; sa partie supérieure contribue à la formation du plancher du troisième ventricule.